# Јасмина Обрадовић
Јасмина Обрадовић (29. јануар 1961) је српска политичарка. У Народној скупштини Србије је од 2012. године као посланица Српске напредне странке.

## Приватна каријера
Обрадовић је економиста. Живи у Футогу у Новом Саду.

## Политичар

### Општинска политика
Обрадовић се појавила на шестом месту на изборној листи Напредне странке за Скупштину града Новог Сада на локалним изборима у Србији 2012. и изабран је када је листа освојила петнаест мандата. Напредњаци су у почетку били у опозицији, али су касније током године формирали нову коалициону владу. Обрадовић је подржала администрацију и није тражила поновљене изборе на локалном нивоу 2016. године.

### Парламентарац
Обрадовић је освојила осамдесет и прву позицију на изборној листи Напредне странке Покренимо Србију на парламентарним изборима 2012. Листа је освојила седамдесет три мандата, а она није одмах изабрана. Она је, међутим, могла да заузме место у скупштини 30. јула 2012. као замена за другог кандидата који је напредовао на листи. Напредна странка је након избора на републичком нивоу формирала коалициону владу са Социјалистичком партијом Србије и другим странкама, а Обрадовић је био део њене скупштинске већине.
Заузела је четрдесет пету позицију на листи Напредне странке Александар Вучић — Будућност у коју верујемо за парламентарне изборе 2014. и поново је изабрана када је листа убедљиво победила са 158 од 250 мандата. Потом је добила шездесет шесту позицију на листи наследника Александар Вучић – Србија побеђује на изборима 2016. и поново је враћена када је листа освојила 131 мандат. 
Током сазива 2016–2020, Обрадовић је била члан скупштинског одбора за одбрану и унутрашње послове, одбора за културу и информисање и одбора за пољопривреду, шумарство и водопривреду; заменик члана одбора за уставна и законодавна питања, контролног одбора служби безбедности и одбора за рад, социјална питања, социјално укључивање и смањење сиромаштва; заменик члана парламентарног одбора за стабилизацију и придруживање Европска унија – Србија; шеф посланичке групе пријатељства Србије са Швајцарском; и члан посланичких група пријатељства са Аустријом, Ганом, Египтом, Ираном, Италијом, Мароком, Немачком, Сједињеним Америчким Државама, Финском, Француском и Црном Гором. Била је и замена у делегацији Србије у Парламентарној скупштини Савета Европе, где је учествовала у кокусу са групом Европске народне партије. Именована је за заменског члана за културу, науку, образовање и медије 2016. године, а 2017. је унапређена у пуноправно чланство.
Заузела је осамдесет трећу позицију на листи коалиције Александар Вучић — За нашу децу Напредне странке на парламентарним изборима у Србији 2020. и изабрана је за четврти мандат када је листа освојила убедљиву већину са 188 мандата. Она је сада члан одбора за одбрану; заменик члана комитета служби безбедности; члан делегације Србије у Парламентарној скупштини Организације договора о колективној безбедности ; шеф посланичке групе пријатељства Србије са Швајцарском; и чланство у групама пријатељства са Ираном и Русијом.